# Bouřlivé pondělí
Bouřlivé pondělí (v originále Stormy Monday) je britský filmový thriller z roku 1988. Režisérem filmu je Mike Figgis a hlavní role si zahráli Melanie Griffith, Tommy Lee Jones, Sting a Sean Bean.

## Ocenění
Režisér Mike Figgis získal ocenění na Mystfestu a nominován byl ještě na jedno ocenění. Nominován byl také na European Film Award.

## Obsazení
| Melanie Griffith | Kate    |
| Tommy Lee Jones  | Cosmo   |
| Sting            | Finney  |
| Sean Bean        | Brendan |